# К-523
К-523 — советский ракетный подводный крейсер стратегического назначения, корабль проекта 667Б «Мурена».

## История
Зачислена в списки ВМФ СССР 11 марта 1975 года. Заложена 1 июля 1976 года на ССЗ им. Ленинского комсомола в Комсомольске-на-Амуре.
Спущена на воду 3 мая 1977 года. Находилась в составе Тихоокеанского флота.
28 марта 1995 года выведена из состава ВМФ, в 1999—2000 годах утилизирована в Большом Камне.